# What If (canción de Coldplay)
«What If» —en español: «Y si»— es la segunda canción de X&Y, tercer álbum de estudio de la banda británica Coldplay. En junio de 2006 se dio a conocer como un sencillo a las estaciones de radio de Francia, y en la parte de habla francesa en Bélgica y Suiza. Un CD comercial fue lanzado a la venta en Bélgica, y que posteriormente, se lanzaron en mercados europeos, como también en Japón y Australia.

## Lista de canciones
| Sencillo en CD |                                                 |          |  |
| N.º            | Título                                          | Duración |  |
| 1.             | «What If» (Tom Lord Alge Mix)                   | 5:07     |  |
| 2.             | «How You See The World» (Live From Earls Court) | 4:16     |  |

| CD Promocional |                           |          |  |
| N.º            | Título                    | Duración |  |
| 1.             | «What If» (Album Version) | 5:05     |  |

## Curiosidades
- Se ha dicho por los medios de comunicación que esta canción, es acerca de la relación entre Chris Martin y Gwyneth Paltrow. Ya que, cuando la banda toca en vivo, Chris pone una manzana arriba del piano, por eso se ha especulado que este tema realmente trata sobre su hija Apple.